# 乔治·博基诺
乔治·博基诺（義大利語：Giorgio Bocchino，1913年7月14日—1995年12月4日），生于佛罗伦萨，意大利男子击剑运动员。他曾获得1936年夏季奥运会男子花剑团体金牌和男子花剑个人铜牌。